# A Safe Proposition (film, 1912)
Pour les articles homonymes, voir A Safe Proposition.
Pour plus de détails, voir Fiche technique et Distribution.
A Safe Proposition est un film muet américain réalisé par Colin Campbell et sorti en 1912.

## Fiche technique
- Titre : A Safe Proposition
- Réalisation : Colin Campbell
- Scénario : Colin Campbell
- Producteur : William Selig
- Société de production : Selig Polyscope Company
- Pays d'origine :  États-Unis
- Format : Noir et blanc — 35 mm — 1.33:1 — Muet
- Genre : Comédie
- Dates de sortie : 
  -  États-Unis : 26 janvier 1912

## Distribution
- William Stowell
- Harry Lonsdale
- Charles Clary
- George L. Cox
- Frank Weed
- Dave Morris